# Chersotis ayaschi
Chersotis ayaschi är en fjärilsart som beskrevs av Ahmet Ömer Koçak 1989. Chersotis ayaschi ingår i släktet Chersotis och familjen nattflyn. Inga underarter finns listade i Catalogue of Life.